# ژان اورل
ژان اورل (فرانسوی: Jean Aurel‎؛ ‏ ۶ نوامبر ۱۹۲۵ – ۲۴ اوت ۱۹۹۶) بازیگر، کارگردان و فیلم‌نامه‌نویس اهل فرانسه بود.
از فیلم‌های او می‌توان به دختر ماتا هاری اشاره کرد.